# Sun Yang
Sun Yang (en chino: 孙杨; Hangzhou, 1 de diciembre de 1991) es un deportista chino que compite en natación, especialista en el estilo libre.
Participó en tres Juegos Olímpicos de Verano, entre los años 2008 y 2016, obteniendo en total seis medallas, cuatro en Londres 2012, oro en 400 m libre y 1500 m libre, plata en 200 m libre y bronce en 4 × 200 m libre, y dos en Río de Janeiro 2016, oro en 200 m libre y plata en 400 m libre.
Ganó 16 medallas en el Campeonato Mundial de Natación entre los años 2009 y 2019, y una medalla de bronce en el Campeonato Mundial de Natación en Piscina Corta de 2018.
Desde 2012 posee el récord mundial en piscina larga de los 1500 m libre (14:31,02).
Estudió Kinesiología en la Universidad del Deporte de Shanghái y el grado de Educación Física en la Universidad de Soochow en Suzhou.

## Sospechas de dopaje
En 2014 fue suspendido tres meses por dar positivo por un estimulante (trimetazidina). Posteriormente, en 2018 se negó a colaborar en un control antidopaje, la Agencia Mundial Antidopaje (AMA) levantó un recurso en su contra en el Tribunal de Arbitraje Deportivo (TAS), que dictaminó en febrero de 2020 una sanción de ocho años. Sun recurrió esta decisión y el Tribunal Supremo Federal de Suiza confirmó su apelación. El TAS volvió a estudiar el caso y le rebajó la sanción a cuatro años y tres meses, con lo que se vio imposibilitado para competir en los Juegos Olímpicos de Tokio 2020.

## Palmarés internacional
| Juegos Olímpicos                    | Juegos Olímpicos        | Juegos Olímpicos  | Juegos Olímpicos |
| Año                                 | Lugar                   | Medalla           | Prueba           |
| ----------------------------------- | ----------------------- | ----------------- | ---------------- |
| 2012                                | Londres (Reino Unido)   | Medalla de oro    | 400 m libre      |
| 2012                                | Londres (Reino Unido)   | Medalla de oro    | 1500 m libre     |
| 2012                                | Londres (Reino Unido)   | Medalla de plata  | 200 m libre      |
| 2012                                | Londres (Reino Unido)   | Medalla de bronce | 4 × 200 m libre  |
| 2016                                | Río de Janeiro (Brasil) | Medalla de oro    | 200 m libre      |
| 2016                                | Río de Janeiro (Brasil) | Medalla de plata  | 400 m libre      |
| Campeonato Mundial                  |                         |                   |                  |
| Año                                 | Lugar                   | Medalla           | Prueba           |
| 2009                                | Roma (Italia)           | Medalla de bronce | 1500 m libre     |
| 2011                                | Shanghái (China)        | Medalla de oro    | 800 m libre      |
| 2011                                | Shanghái (China)        | Medalla de oro    | 1500 m libre     |
| 2011                                | Shanghái (China)        | Medalla de plata  | 400 m libre      |
| 2011                                | Shanghái (China)        | Medalla de bronce | 4 × 200 m libre  |
| 2013                                | Barcelona (España)      | Medalla de oro    | 400 m libre      |
| 2013                                | Barcelona (España)      | Medalla de oro    | 800 m libre      |
| 2013                                | Barcelona (España)      | Medalla de oro    | 1500 m libre     |
| 2013                                | Barcelona (España)      | Medalla de bronce | 4 × 200 m libre  |
| 2015                                | Kazán (Rusia)           | Medalla de oro    | 400 m libre      |
| 2015                                | Kazán (Rusia)           | Medalla de oro    | 800 m libre      |
| 2015                                | Kazán (Rusia)           | Medalla de plata  | 200 m libre      |
| 2017                                | Budapest (Hungría)      | Medalla de oro    | 200 m libre      |
| 2017                                | Budapest (Hungría)      | Medalla de oro    | 400 m libre      |
| 2019                                | Gwangju (Corea del Sur) | Medalla de oro    | 200 m libre      |
| 2019                                | Gwangju (Corea del Sur) | Medalla de oro    | 400 m libre      |
| Campeonato Mundial en Piscina Corta |                         |                   |                  |
| Año                                 | Lugar                   | Medalla           | Prueba           |
| 2018                                | Hangzhou (China)        | Medalla de bronce | 4 × 200 m libre  |